# Basilica del Sacro Cuore
La basilica del Sacro Cuore, in francese "basilique du Sacré-Cœur" è un luogo di culto cattolico di Parigi, in Francia, situato sulla sommità della collina di Montmartre.
Papa Benedetto XV l’ha elevata al rango di Basilica minore nel 1919. La sua pietra calcarea ha inoltre la caratteristica di non trattenere polvere e smog, così dopo ogni pioggia il "Sacré-Cœur" risulta ancora più splendente.

## Storia
La basilica si trova sopra Montmartre (Monte dei Martiri), all'interno dell'area urbana del XVIII arrondissement di Parigi, a nord del centro della città. Fino al 1873, anno dell'inizio della costruzione del Sacré-Coeur, l'area non era altro che un piccolo villaggio quasi disabitato.
La basilica sorge sul luogo dove sarebbe stato martirizzato nel III secolo san Dionigi con la decapitazione. Secondo la leggenda, il santo avrebbe preso poi la testa mozzata e avrebbe fatto alcune miglia portandola fra le mani.
La costruzione, sollecitata anche dall'arcivescovo di Parigi, Joseph Hippolyte Guibert, fu decretata da una votazione dell'Assemblea nazionale il 23 luglio 1873 dopo la sconfitta del 1871 nella guerra franco-prussiana e per espiare i crimini dei Comunardi, e anche per rendere omaggio alla memoria dei numerosi cittadini francesi deceduti durante la guerra stessa, in pieno sentimento revanscista. L'architetto Paul Abadie progettò la basilica dopo aver vinto una competizione contro altri 77 architetti, ma morì nel 1884, e quindi altri architetti continuarono il lavoro.
La costruzione, iniziata nel 1875, prevedeva uno stile romanico-bizantino, ma vide diversi cambiamenti nel progetto. Quando finirono i lavori, nel 1920, si ottenne una struttura senza una caratteristica predominante, ma non per questo meno affascinante.
La prima pietra di marmo fu posata il 16 giugno 1875, ma la chiesa fu conclusa solo nel 1914 e consacrata nel 1919, dopo la fine della prima guerra mondiale.

Inaugurata solennemente, in un primo periodo venne evitata dagli abitanti di Montmartre preferendo andare a messa alla chiesa di Saint Pierre, una delle più antiche di Parigi.

Costruzione della basilica
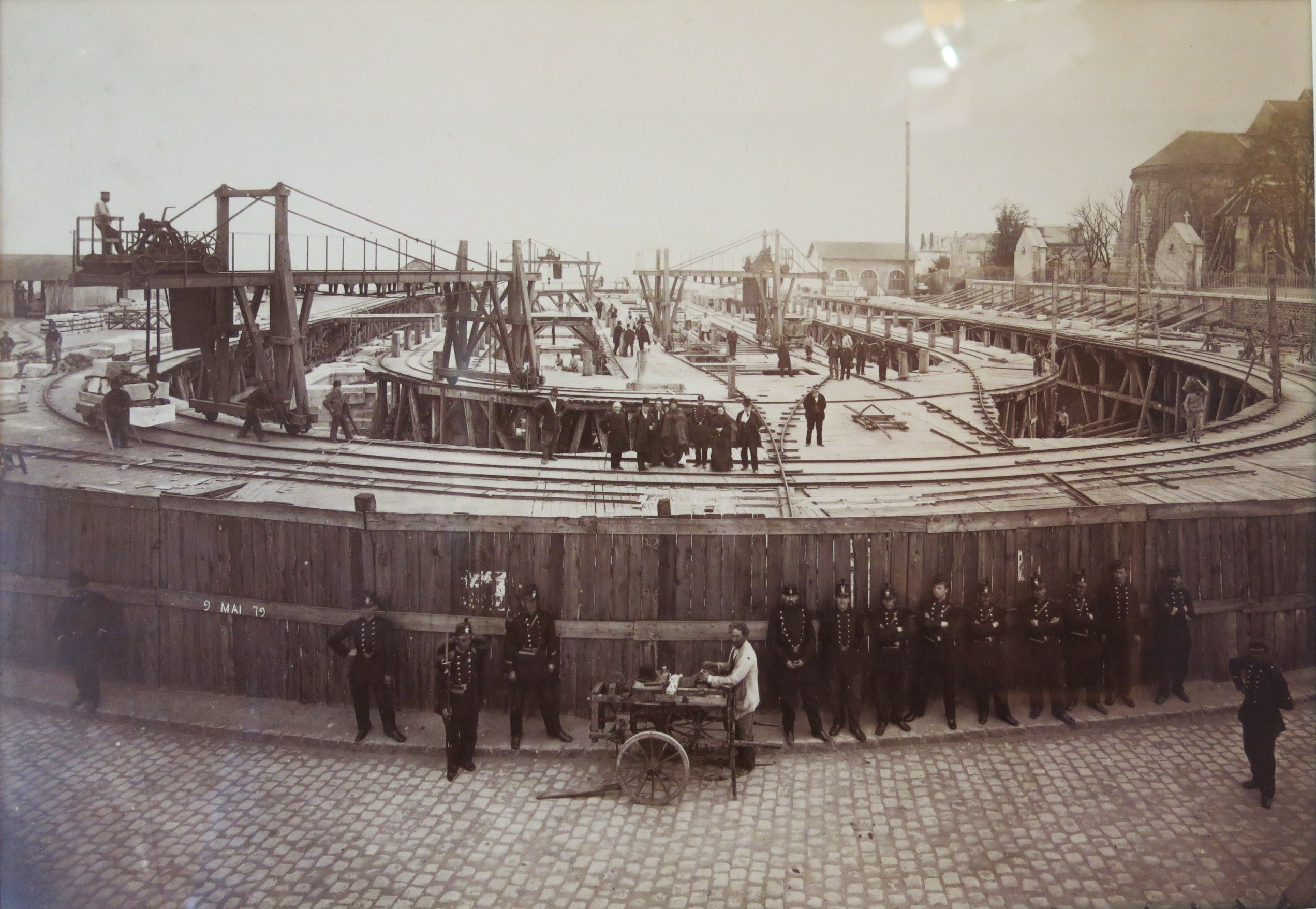
I cantieri di costruzione della basilica, il 9 maggio 1879.
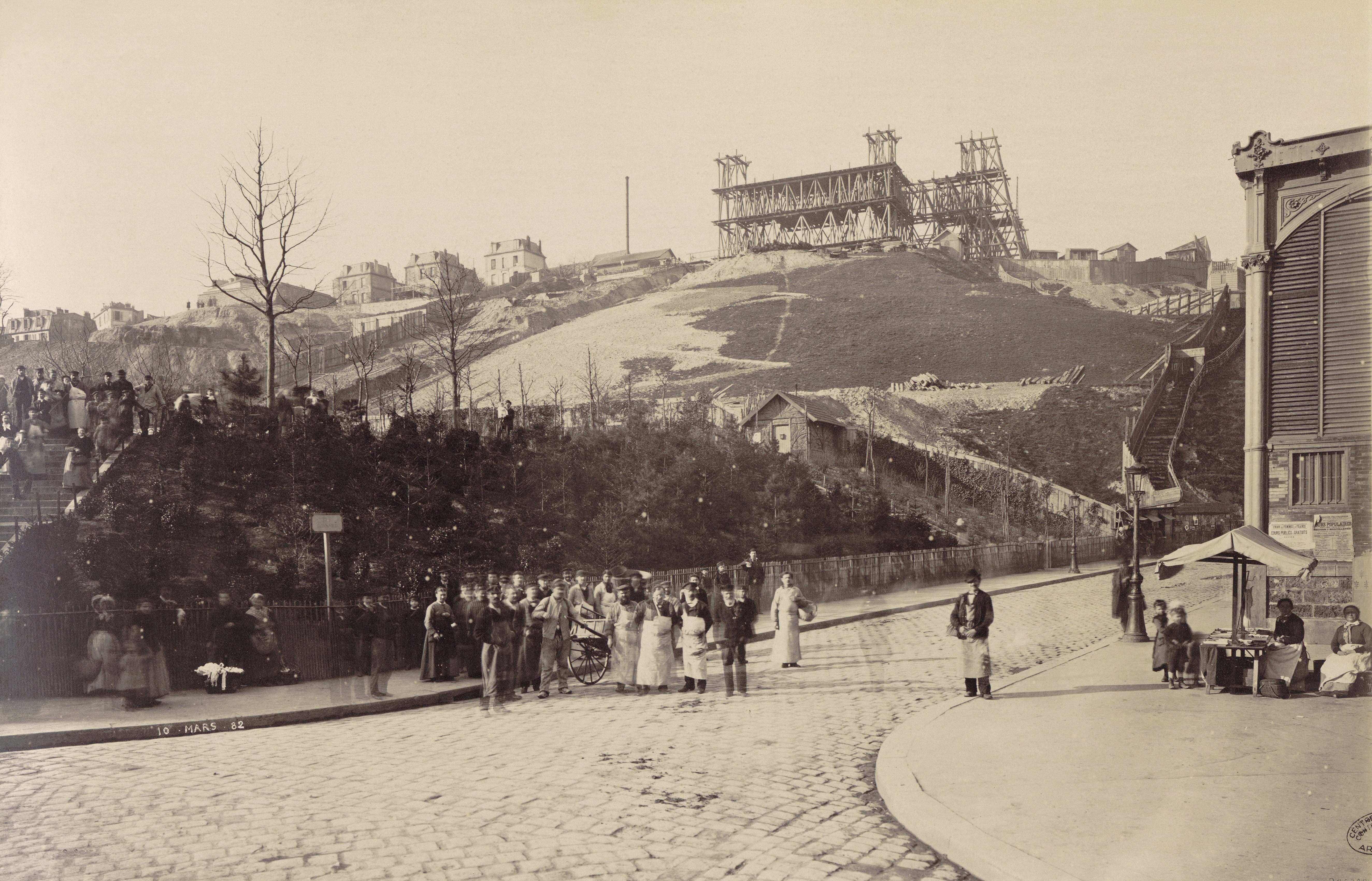
Il sito di costruzione della basilica visto dalla sottostante Piazza Saint Pierre, il 10 marzo 1882.
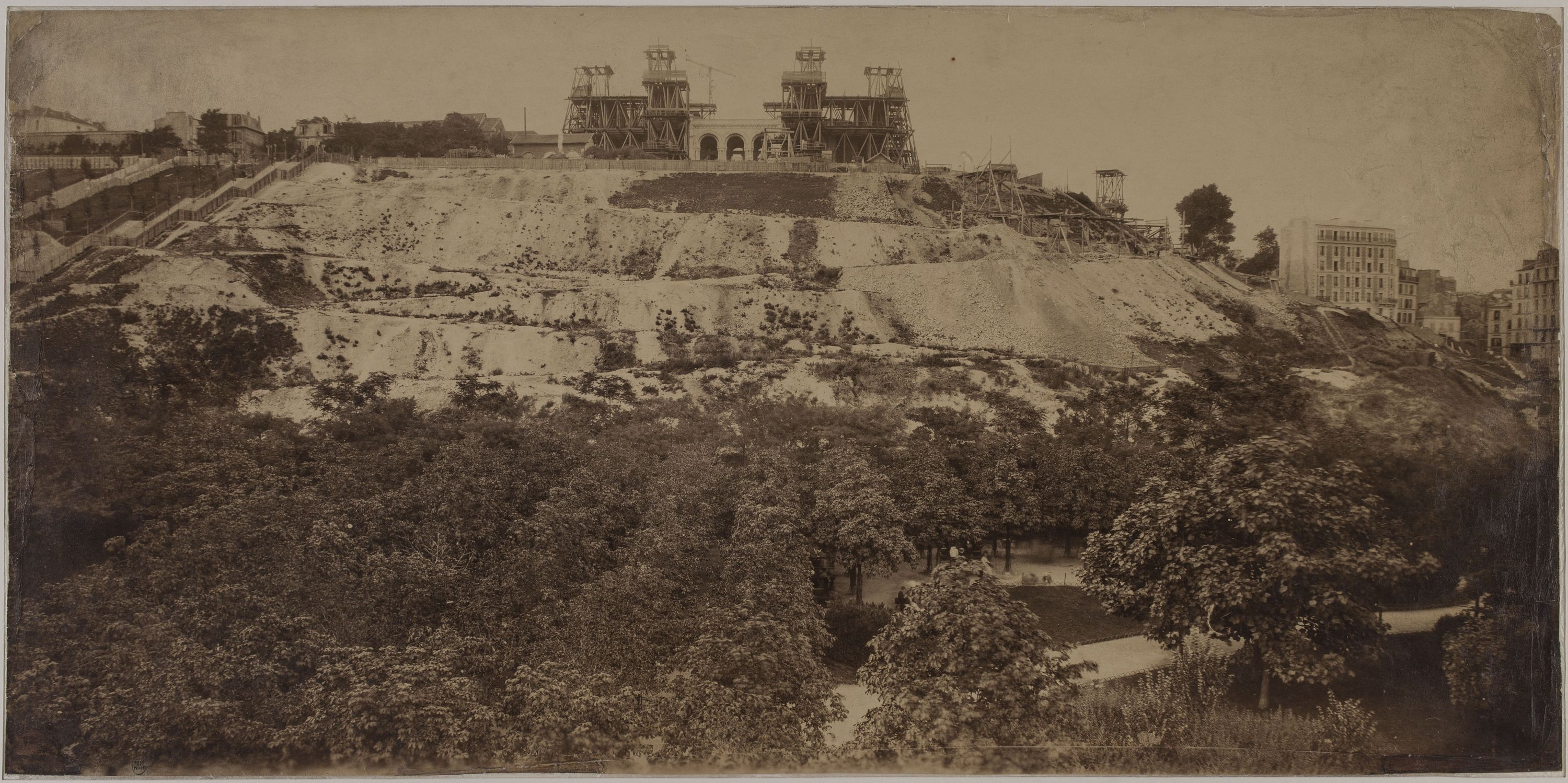
La collina e il sito di costruzione verso il 1884.
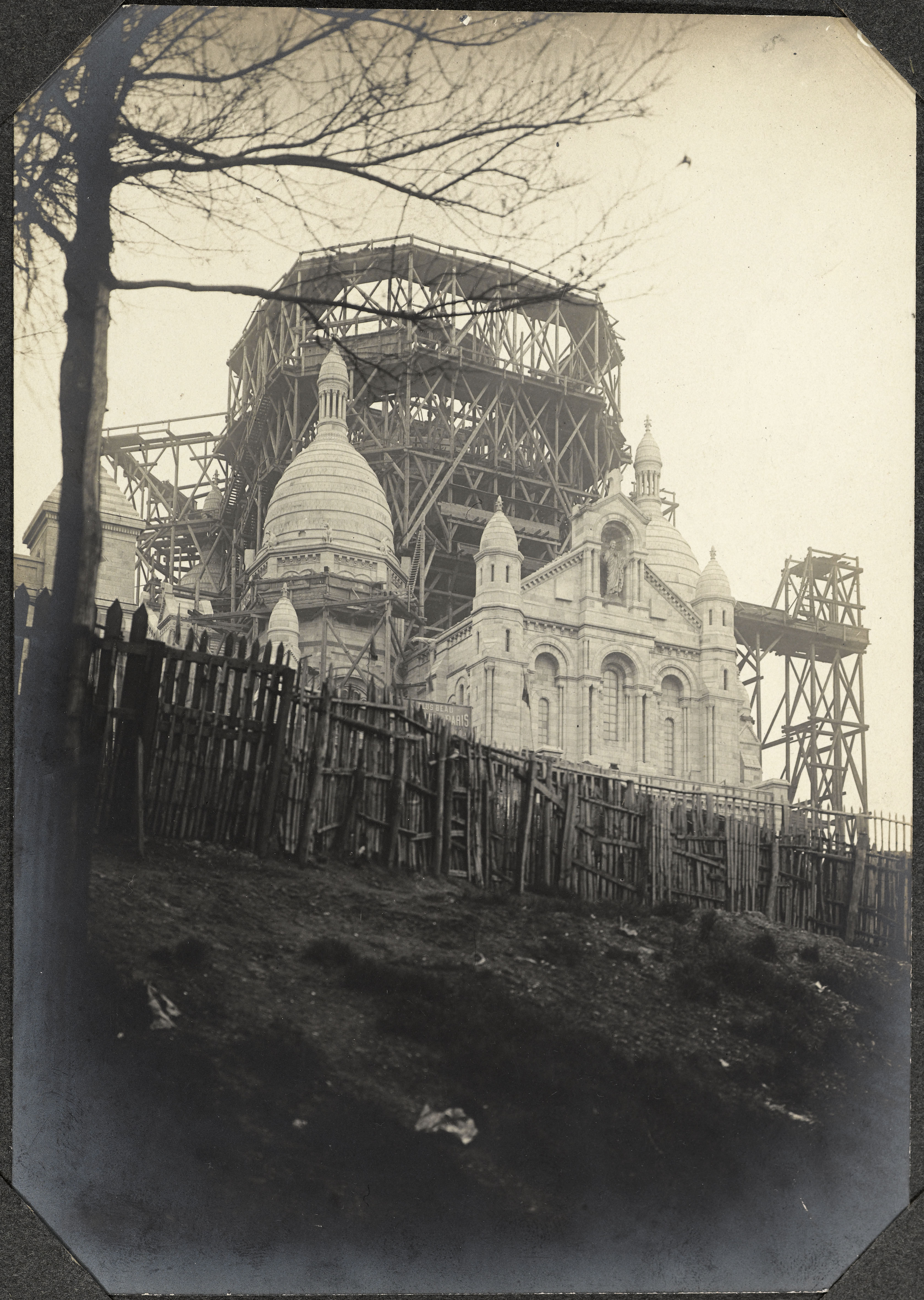
La basilica nel 1895.
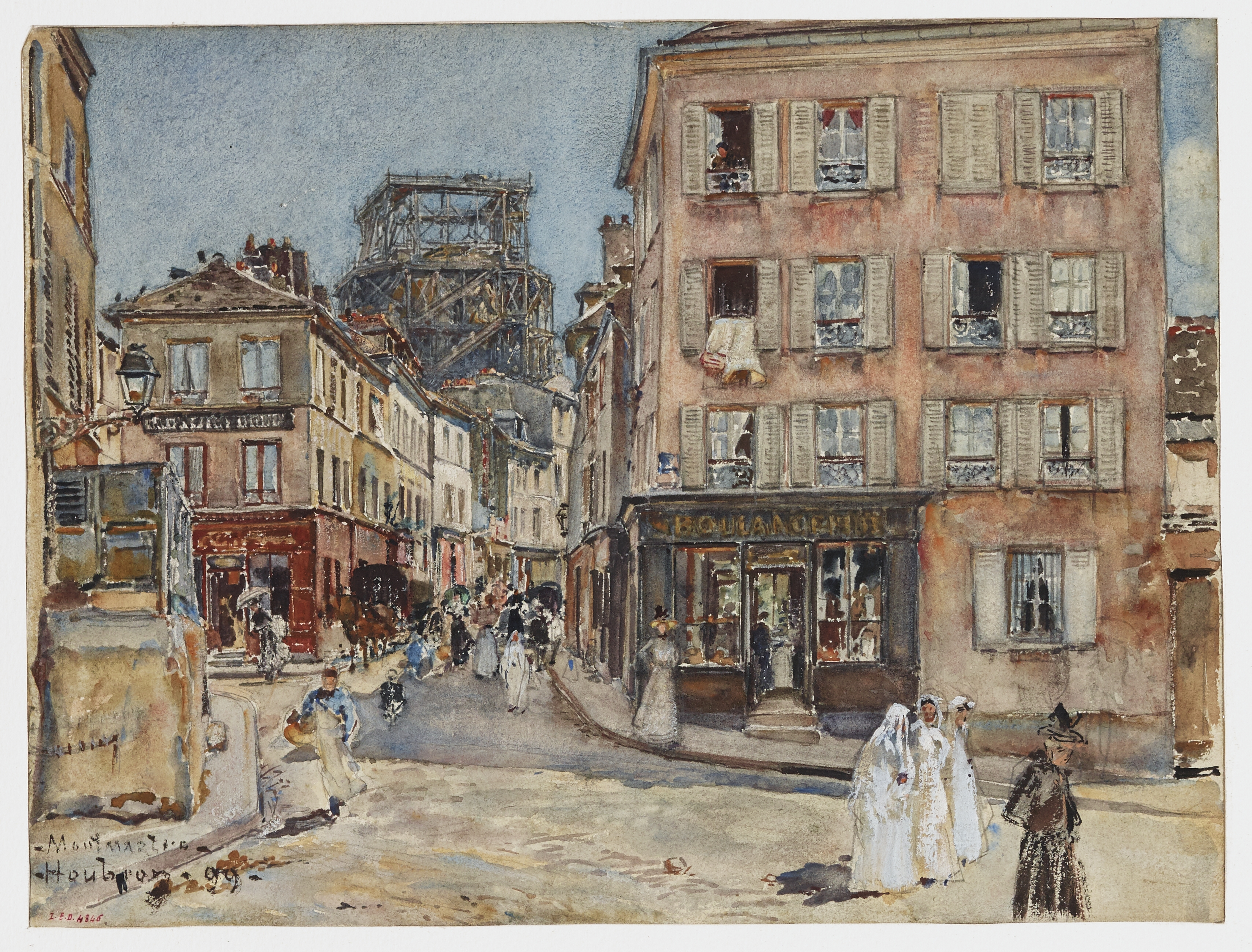
Molti artisti dipinsero quadri di Parigi che includevano la monumentale basilica in costruzione, come questo del 1899.

## Descrizione

### Architettura e arte

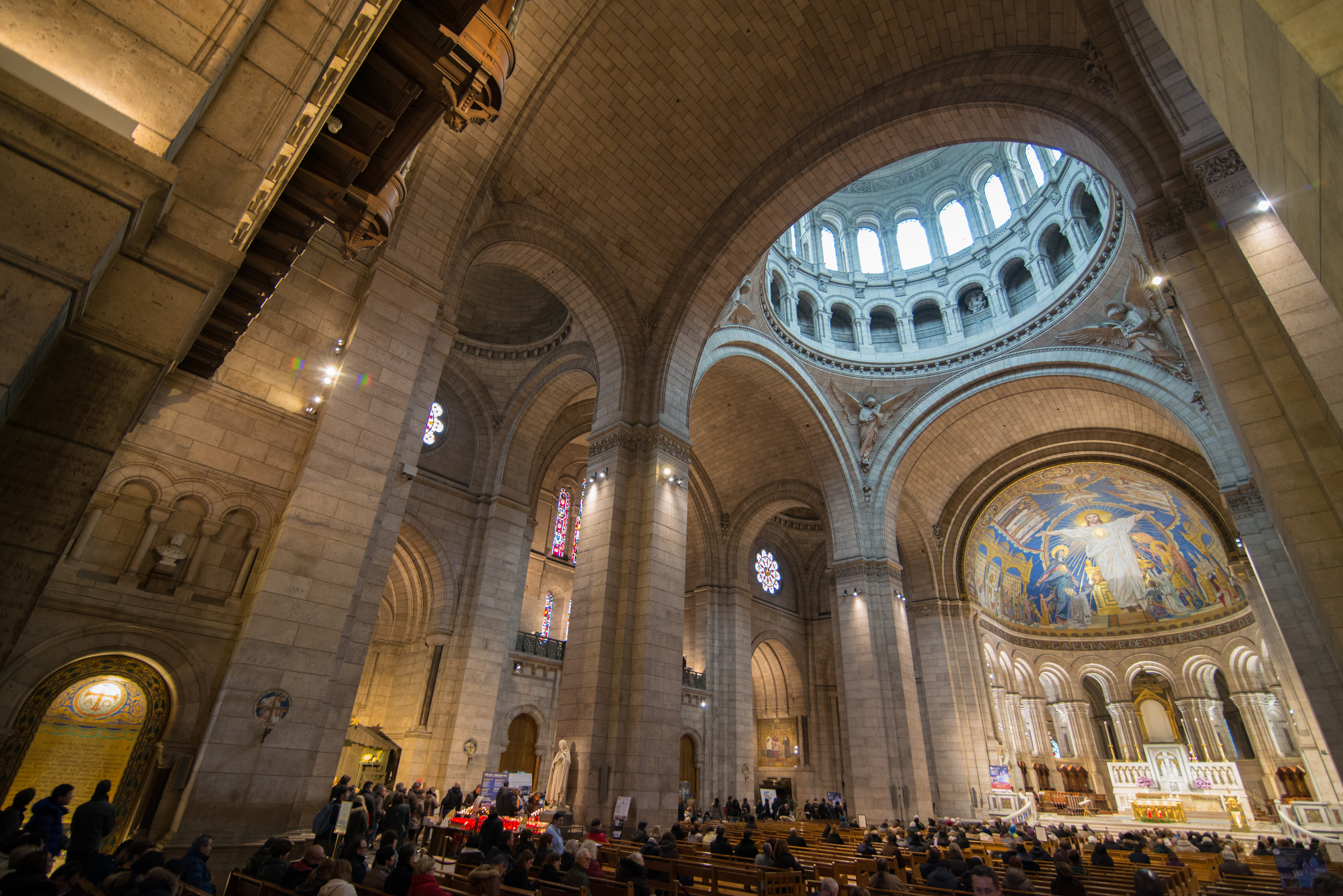
Interno

Dopo la Tour Eiffel (324 m.), la Tour Montparnasse e l'Hôtel des Invalides, la basilica del Sacro Cuore è il luogo più alto della città.
Lo stile architettonico del Sacre Coeur è fortemente ispirato a quello della Cattedrale di Périgueux, anch'essa progettata dall'architetto Abadie, e noto per le diverse cupole presenti.
Caratterizza la struttura il materiale esterno, ovvero la pietra di Château-Landon (Senna e Marna), un travertino resistente al gelo e capace di divenire ancora più bianco e lucido con l'età e al contatto della pioggia.
All'ingresso, davanti al portico ha tre archi.
Nel campanile, posto dietro l'abside, vi è la Savoiarde, nome con cui è nota la campana maggiore, con un esplicito riferimento all'annessione della Savoia avvenuta nel 1859; essa pesa 19 tonnellate e, per portarla fino alla sommità di Montmartre, furono necessari 34 cavalli. È attualmente la maggiore campana di Francia.
Gli interni sono piuttosto spogli, fatta eccezione per il mosaico d'oro dell'abside, uno dei più grandi del mondo. La pianta è a croce greca, con una grande cupola alta 83 metri sull'incrocio dei quattro bracci. Il coro è circondato da un deambulatorio con cappelle radiali che si apre sull'abside con undici arcate sorrette da colonne con capitelli scolpiti.

### Organi a canne
Nella basilica si trovano due organi a canne:
- l'organo maggiore, situato sulla cantoria in controfacciata, venne costruito nel 1898 da Aristide Cavaillé-Coll (opus 678)  per il castello del barone Albert de l'Espée a Biarritz; quando il castello fu venduto nel 1903, lo strumento venne riacquistato da Charles Mutin che lo reinstallò nel 1913-1914 nell'attuale collocazione, dotandolo di una nuova cassa; da allora è stato più volte restaurato ed ampliato. L'organo è a trasmissione meccanica con leva Barker e dispone di 79 registi disposti su quattro manuali e pedale.[2]
- L'organo del transetto, situato sul matroneo del transetto di destra, venne costruito da Charles Mutin nel 1914; a trasmissione meccanica con leva Barker, ha 21 registri su due manuali e pedale.[3]

## Galleria d'immagini

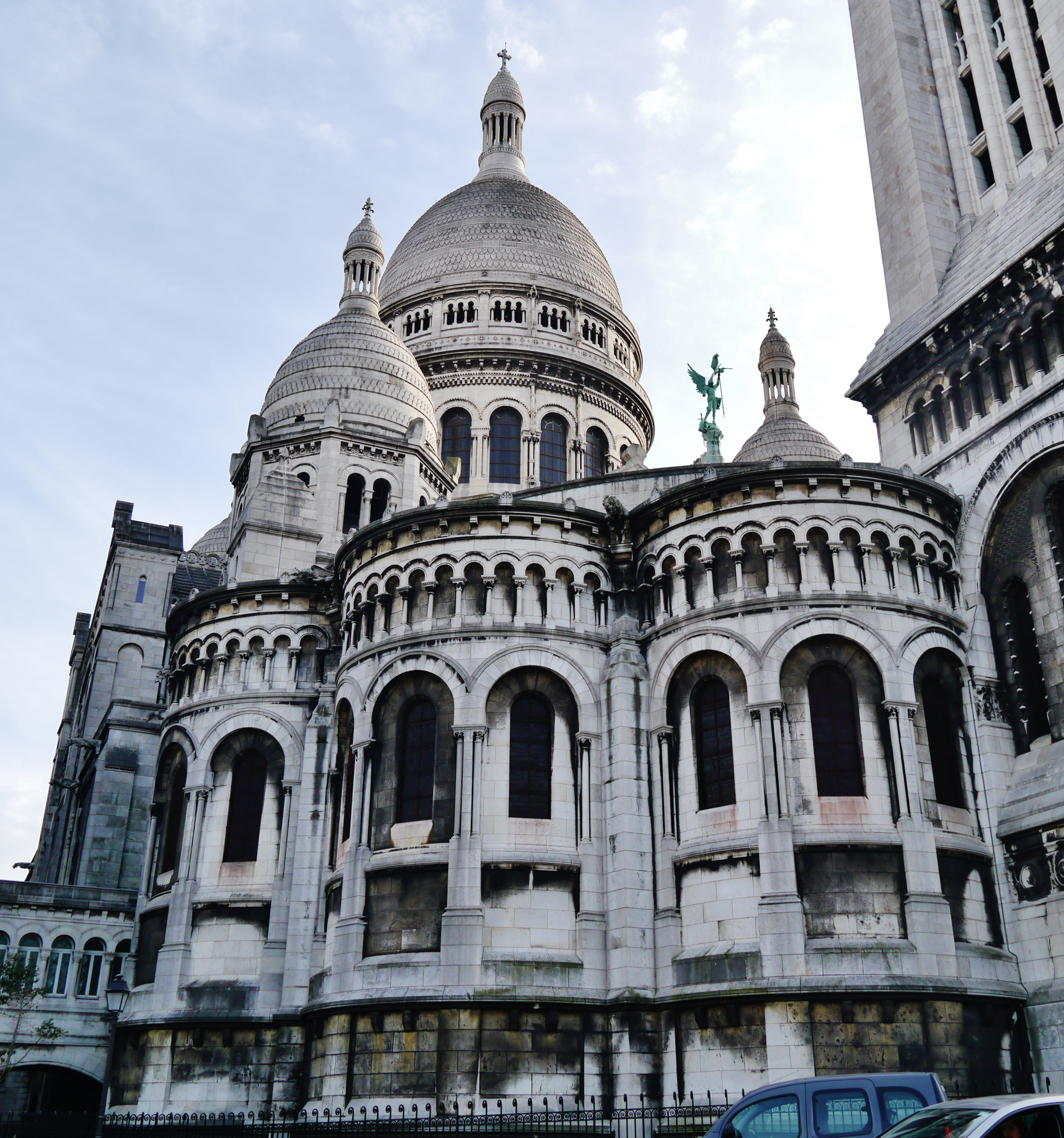
Esterno dell'abside
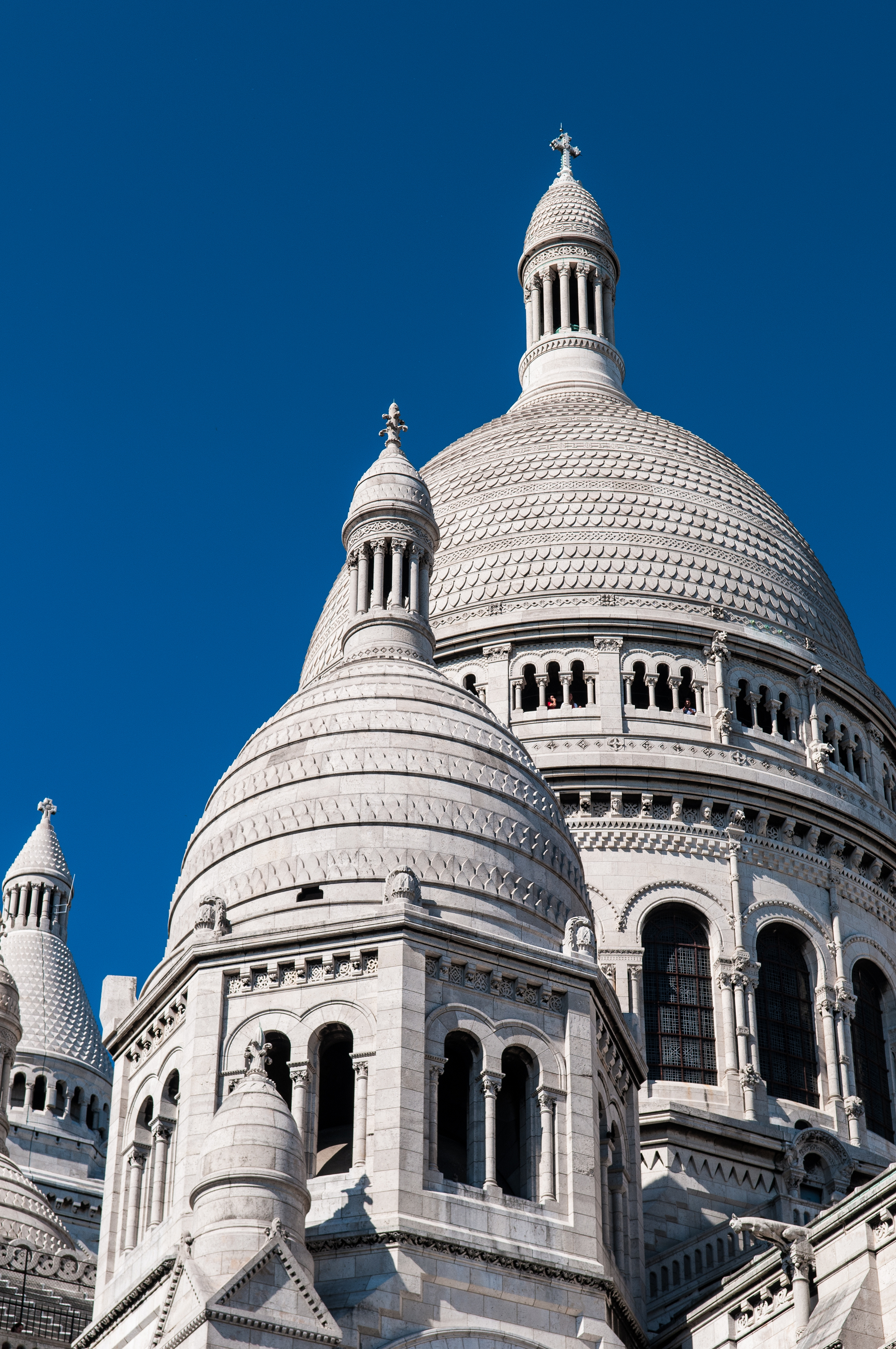
Le cupole
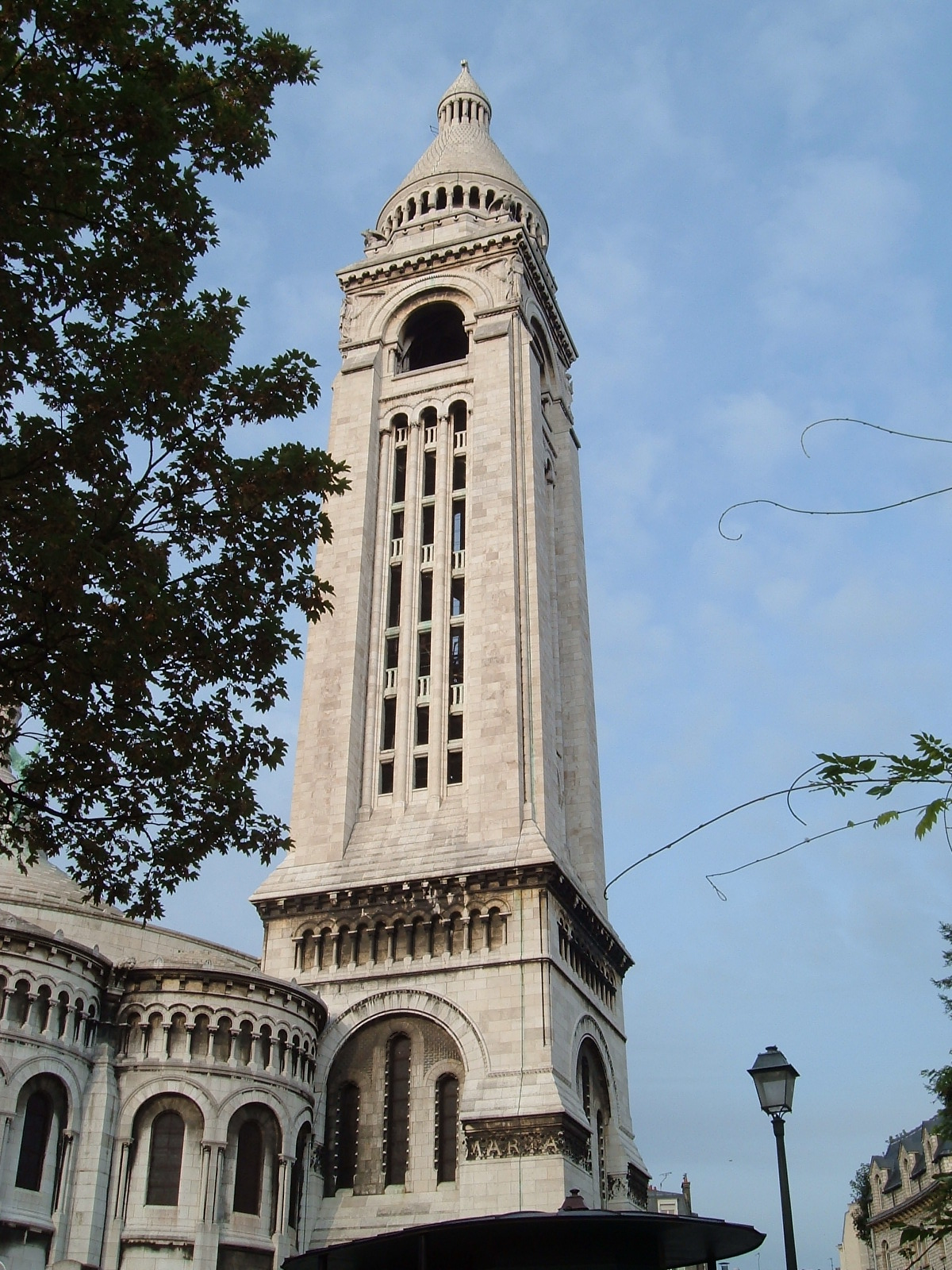
Il campanile
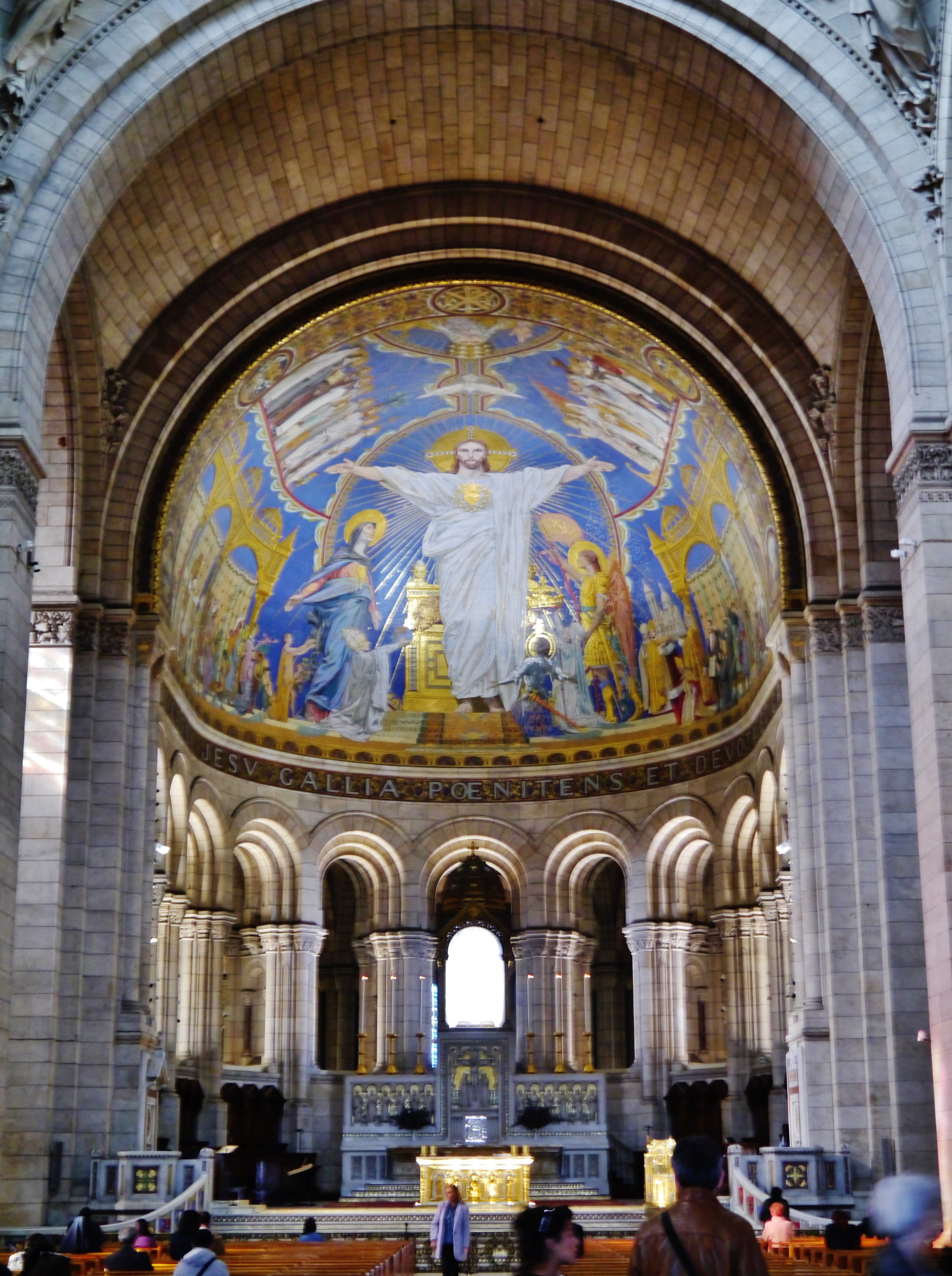
Abside e presbiterio
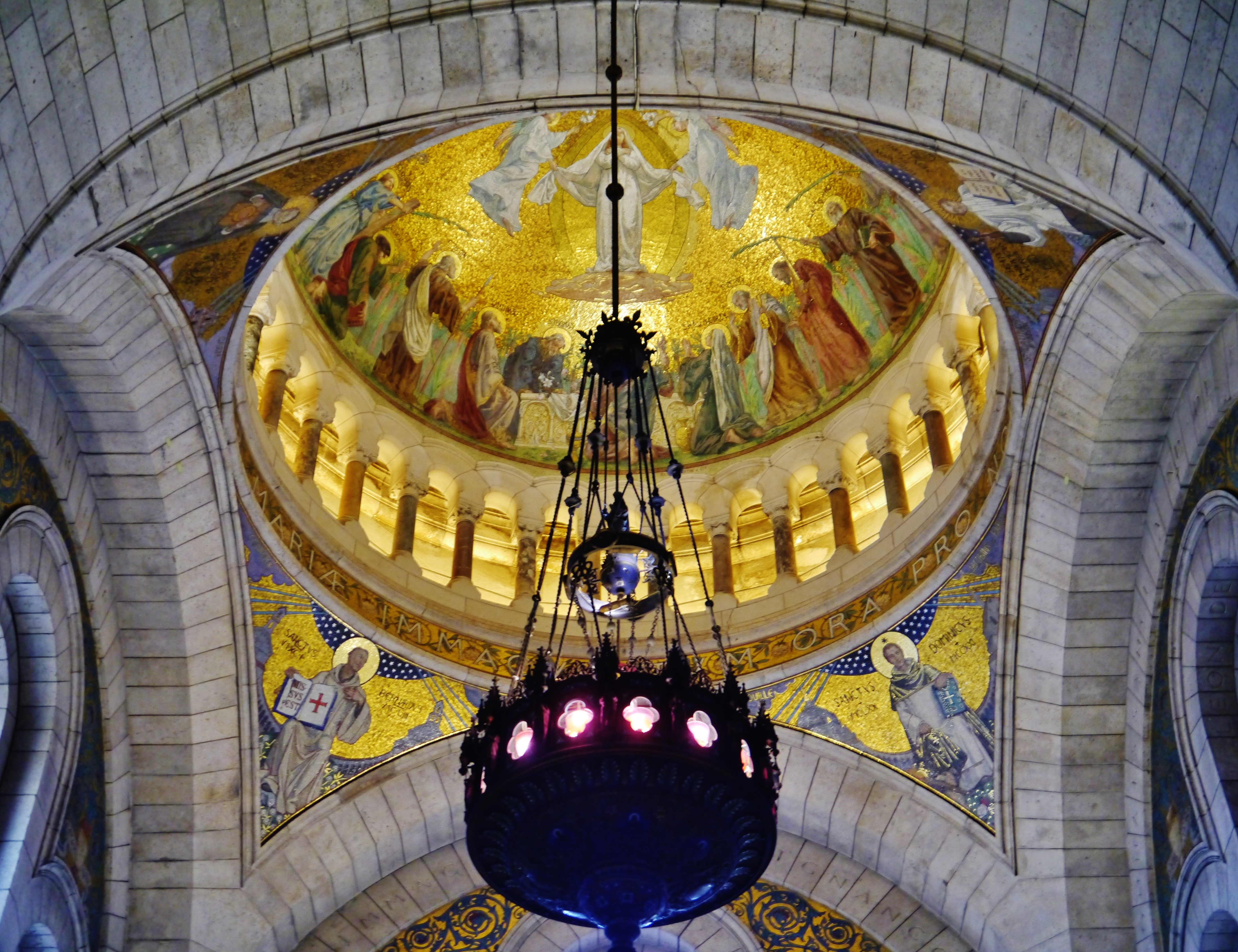
Interno della cupola del coro
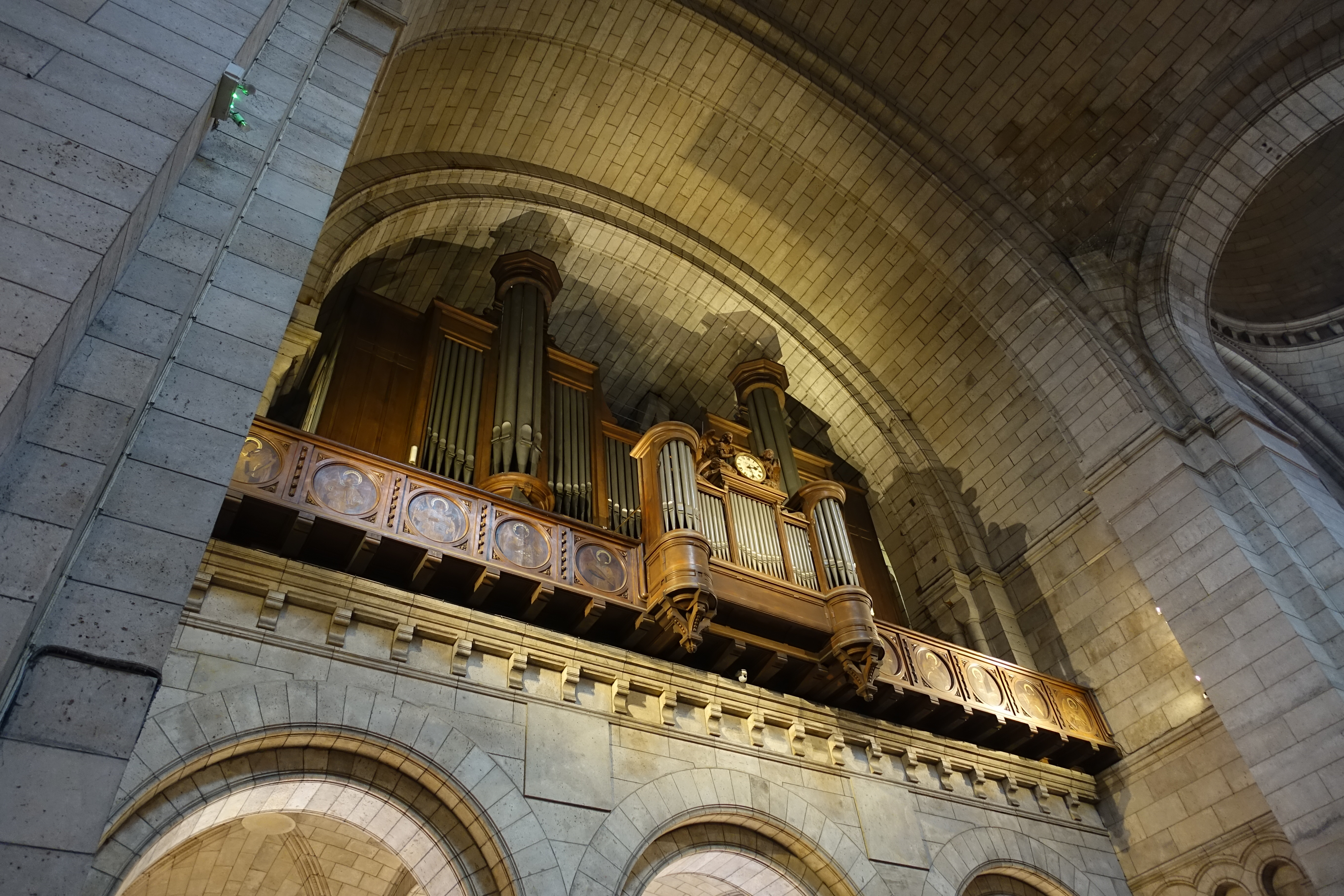
Organo maggiore
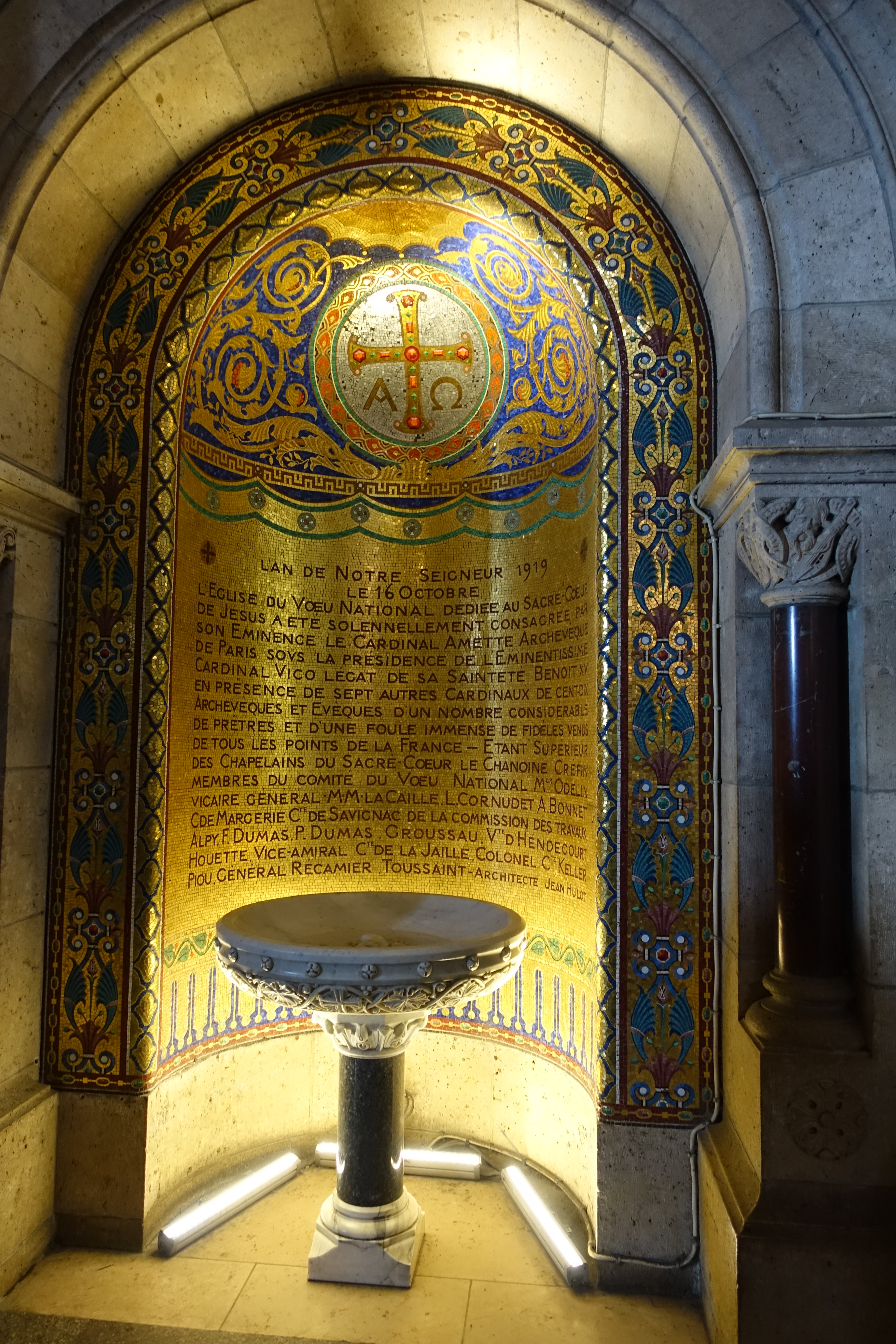
Acquasantiera
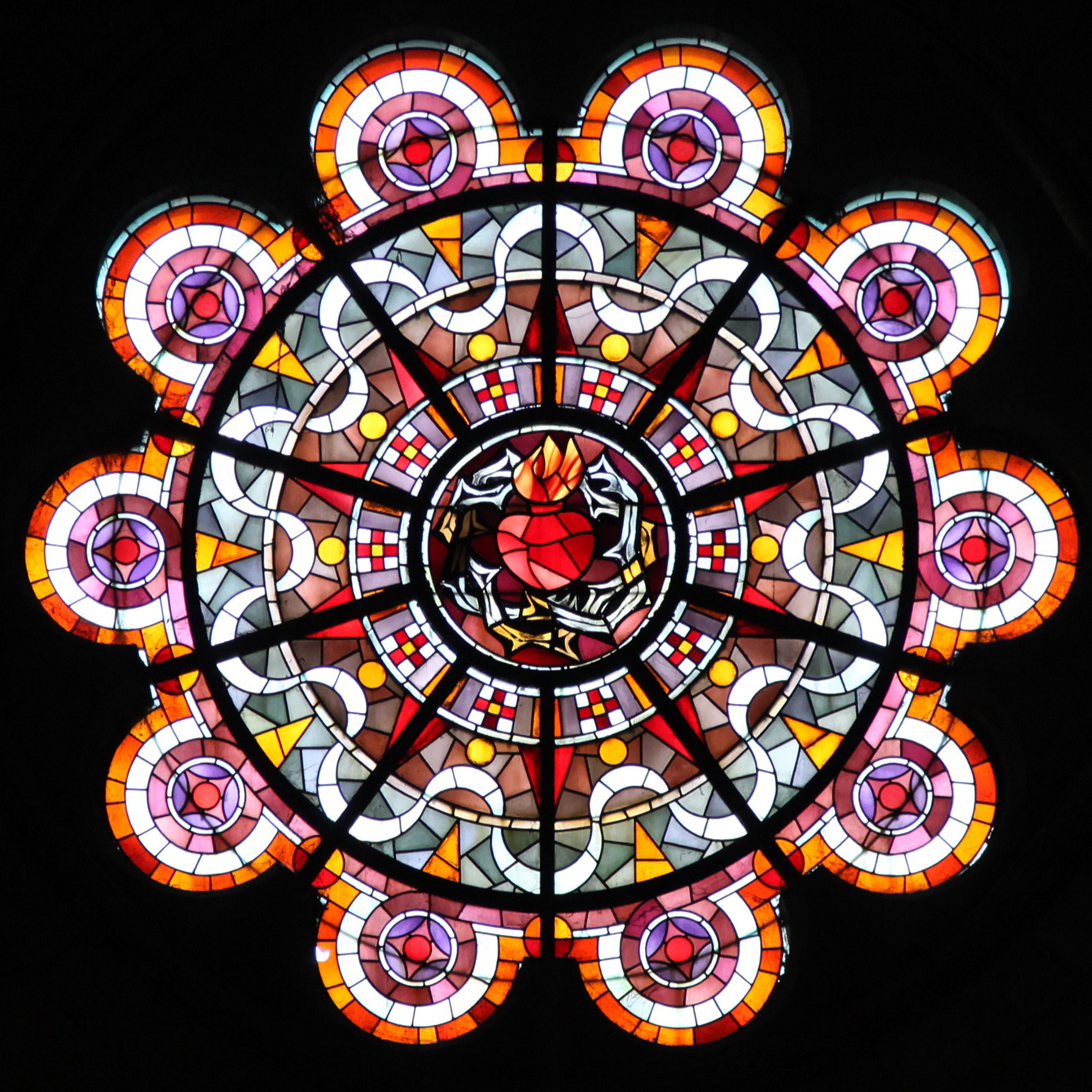
Rosone
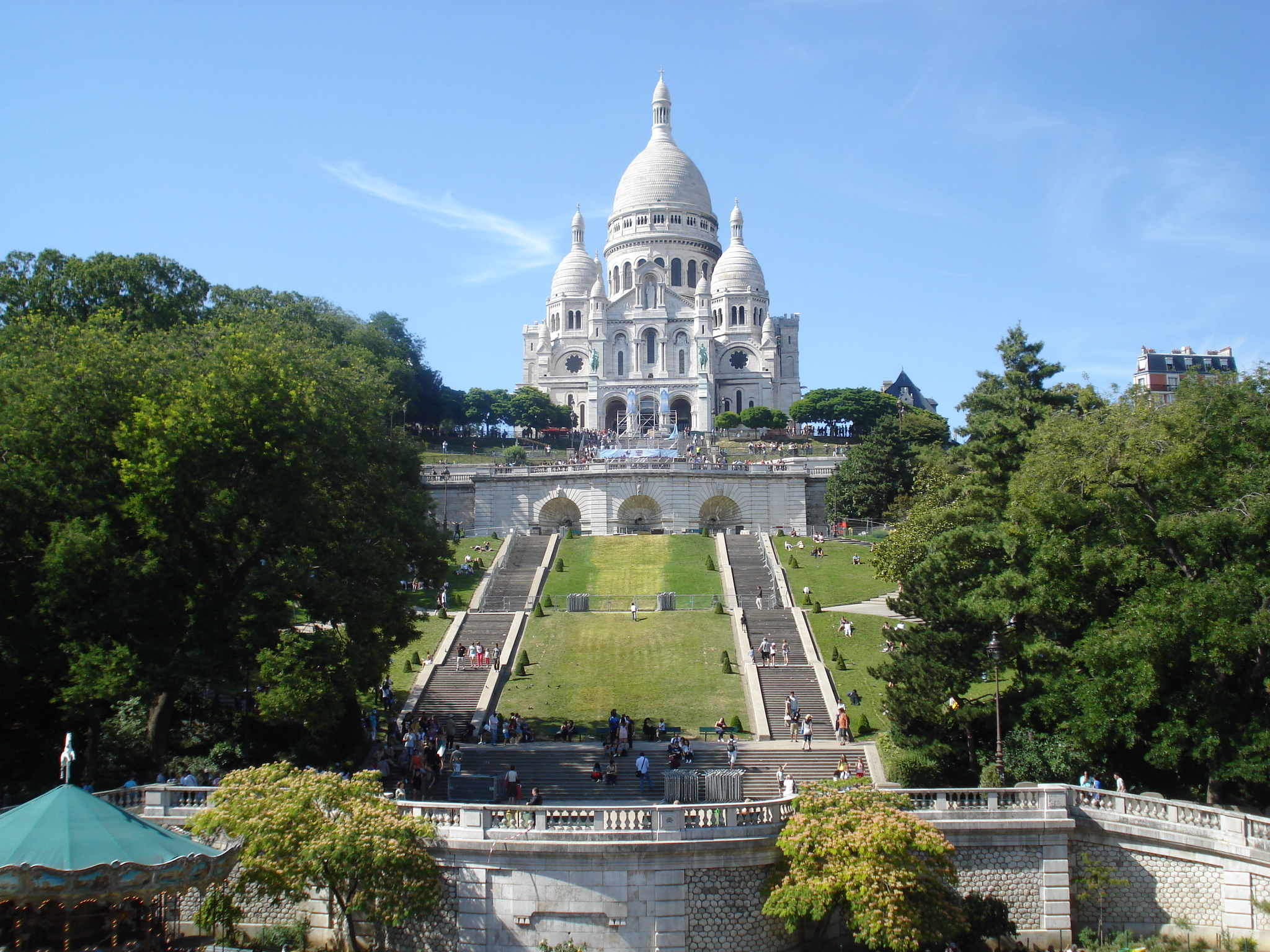
La basilica e la Piazza Louise-Michel.
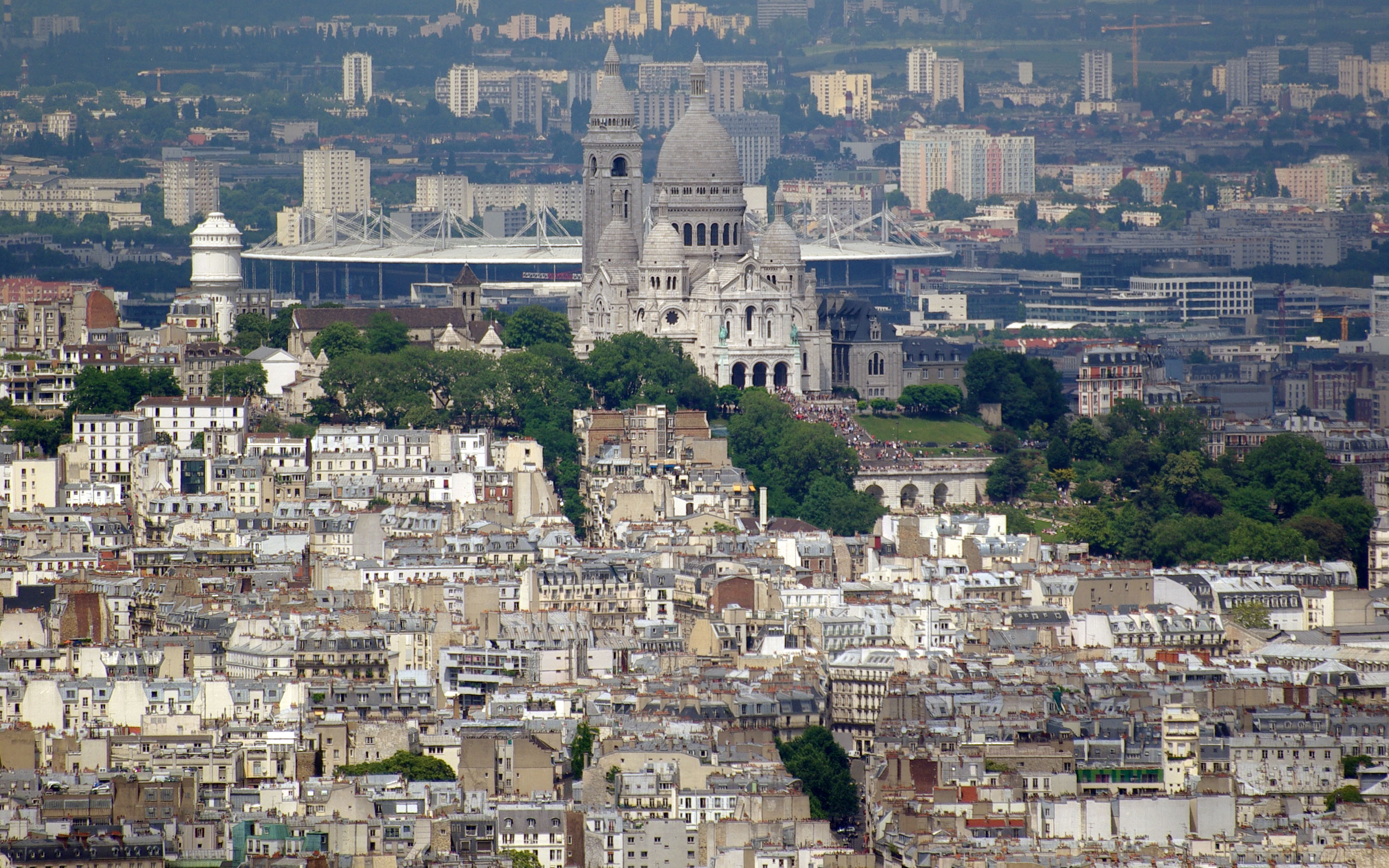
Vista della basilica e della sua collina, con lo Stade de France sullo sfondo.